# رولز رويس ترنت 500
رولز رويس ترنت 500 هو محرك محرك توربيني مروحي نفاث، طور من المحرك رولز رويس أر بي 211، ويعد واحدا من عائلة محركات ترنت. من صنع شركة رولز رويس بي إل سي البريطانية.

## تصميم وتطوير
في عام 1995، بدأت ايرباص تأخذن بعين الاعتبار البحث عن محرك لطائرتها الجديدة بعيدة المدى وذات الأربعة إيرباص إيه 340، ويناسب الطرازين إيرباص إيه 340 -500/-600. وذلك بدلا عن طرازي إيرباص إيه 340 -200 / -300العاملة في ذلك الوقت، والمزودة بمحركات من نوع سي اف ام 56 ومن أنتاج شركة سي اف ام الدولية والتي تم اختيارها في أبريل 1987 وقبل أن تطلق وتدشن محركات ترينت. وكان محرك سي اف ام 56 قد بلغ الحد الأعلى لقوة الدفع الذي يمكن أن ينتجهت، وسيكون غير قادر على على أنتاج الدفع الكافي والمناسب لطرازي طائرة إيرباص إيه 340 -500/-600 الجديدة. وفي أبريل 1996، وقعت شركة ايرباص اتفاقا مع شركة جنرال الكتريك للطيران لتطوير وأنتاج محركات مناسبة لطائرة إيرباص إيه 340 -500/-600، لكنها قررت عدم المضي قدما عندما طالبت جنرال الكتريك للطيران صفقة حصرية لتكون المورد والمنتج الوحيد لمحركات طرازي إيرباص إيه 340 -500/-600.
بعد منافسة حامية بين كل من رولز رويس بي إل سي وبرات آند ويتني، أعلنت شركة ايرباص في يوم 15 يونيو 1997 في معرض باريس للطيران أنها اختارت ترينت 500 لتشغيل طرازي طائرة إيرباص إيه 340 -500/-600.
شٌعل محرك ترينت 500 لأول مرة في مايو 1999، وحصل على شهادة الصلاحية في ديسمبر 2000. وقد دخل الخدمة على طائرة إيرباص إيه 340 -600 مع خطوط فيرجن أتلانتيك الجوية في يوليو 2002، وعلى طائرة المدى الطويل جدا إيرباص إيه 340 -500 مع طيران الإمارات في ديسمبر 2003. .
وحسب أحصائيات يناير 2009 فأن ما مجموعه 15 عميل قد وضعوا طلبيات مؤكدة لشراء 139 طائرة إيرباص إيه 340 مزودة بمحركات رولز رويس ترنت 500. وتعتبر خطوط لوفتهانزا الألمانية أكبر مشغل مع 21 طائرة في الخدمة حاليا.
ومحرك ترينت 500  والذي يزود طائرة إيرباص إيه 340 -500 وطائرة إيرباص إيه 340 -600، حاصل على شهادة صلاحية لقوة دفع تبلغ 60,000 رطل (270 كيلو نيوتن)، ولكن تم تخفيض قوة الدفع إلى 53,000 رطل (240 كيلو نيوتن) في محرك ترينت 553 المخصص لتشغيل إيرباص إيه 340 -500، وإلى 56,000 باوند (250 كيلو نيوتن) في محرك ترينت 556 المخصص لتشغيل إيرباص إيه 340 -600 وطائرة إيرباص إيه 340 -500اتش جي دبليو. ومع ذلك، فقد تم تثبيت الإصدار الأعلى أداء 60,000 رطل (270 كيلو نيوتن) في الطائرة إيرباص إيه 340 -600اتش جي دبليو ذات الوزن الإجمالي العالي (HGW: High Gross Weight). وترينت 500 لديه نفس عرض وتر مروحة محرك رولز رويس ترنت 700.

## التطبيقات
- إيرباص إيه 340 -500/-600

## مواصفات (ترنت 556)
البيانات من 

### الخصائص العامة
- نوع: محرك مروحي ذو ثلاثة أعمدة، مع نسبة التفافية عالية
- طول: 155 بوصة (3.9 م)
- قطر: 97.4 بوصة (2.5 م)
- الوزن الجاف: 10660 رطل (4835 كلغ)

### مكونات
- ضاغط: مروحة من مرحلة واحدة، ضاغط ضغط متوسط من ثمانية مراحل، ضاغط الضغط العالي من ستة مراحل
- الاحتراق: احتراق حلقي تراصفي مع 20 نافث حقن للوقود
- التوربين: شاحن توربيني للضغط من مرحلة واحدة، شاحن توربيني للضغط المتوسط من مرحلة واحدة، شاحن توربيني للضغط المنخفض من خمس مراحل

### أداء
- أقصى قوة الدفع: 56000 رطل (249 كيلو نيوتن)
- نسبة الضغط الكلي: 36.3:1
- تجاوز نسبة: 7.6:1
- محددة استهلاك الوقود: 0,54 رطل / رطل ساعة (في سرعة العبور)
- نسبة قوة الدفع إلى الوزن: 5.25:1

## قوائم ذات صلة
- قائمة محركات الطائرات

## وصلات خارجية
- Rolls-Royce plc - Trent 500 رولز رويس بي إل سي - ترينت 500